# دوسکام
دوستکام یک روستا در ایران است که در دهستان براکوه شهرستان خوسف واقع شده‌است. دوستکام  ۱۵ نفر جمعیت دارد.